# Sói rừng
Chó rừng Xiêm (Danh pháp khoa học: Canis aureus cruesemanni) là một phân loài của loài chó rừng lông vàng (Canis aureus) phân bố ở Thái Lan, Miến Điện tới phía Đông Ấn Độ, Việt Nam. Hiện nay tình trạng của nó được xem như là một phân loài riêng biệt đã được tranh cãi bởi tác giả nhất định, người chỉ ra phân loại của nó như vậy là chỉ dựa trên những quan sát trên động vật nuôi nhốt. Ở Việt Nam, chúng được gọi là sói rừng hay chó sói rừng. Loài này được ghi nhận là phân bố ở Tây Nguyên tại Gia Lai, Kon Tum. Lần đầu tiên đã tìm thấy loài này ở Đắk Lắk bởi những nỗ lực của cô Maria Jose Brinton từ Scotland đến Việt Nam để nghiên cứu về tập tính sinh học của loài cho sói rừng Canis aureus nhằm hoàn tất đề tài tiến sĩ chuyên ngành động vật học.

## Đặc điểm
Sói rừng có vóc dáng nhỏ hơn chó rừng Ấn Độ. Chúng cũng nhỏ hơn chó sói lửa, với cân nặng 5-8kg, dài thân 600-750mm, dài đuôi 200-250mm, dài bàn chân sau 135mm, trọng lượng chung là 6–7 kg. Bộ lông của chúng màu hung vàng có mút lông đen hoặc hung đen tạo thành màu hung nâu xám. Vùng vai của chúng có nhiều sợi lông đen. Khoảng một phần ba đuôi ngoài của chúng màu xám đen. Dài đuôi ngắn hơn nửa dài thân.

## Tập tính

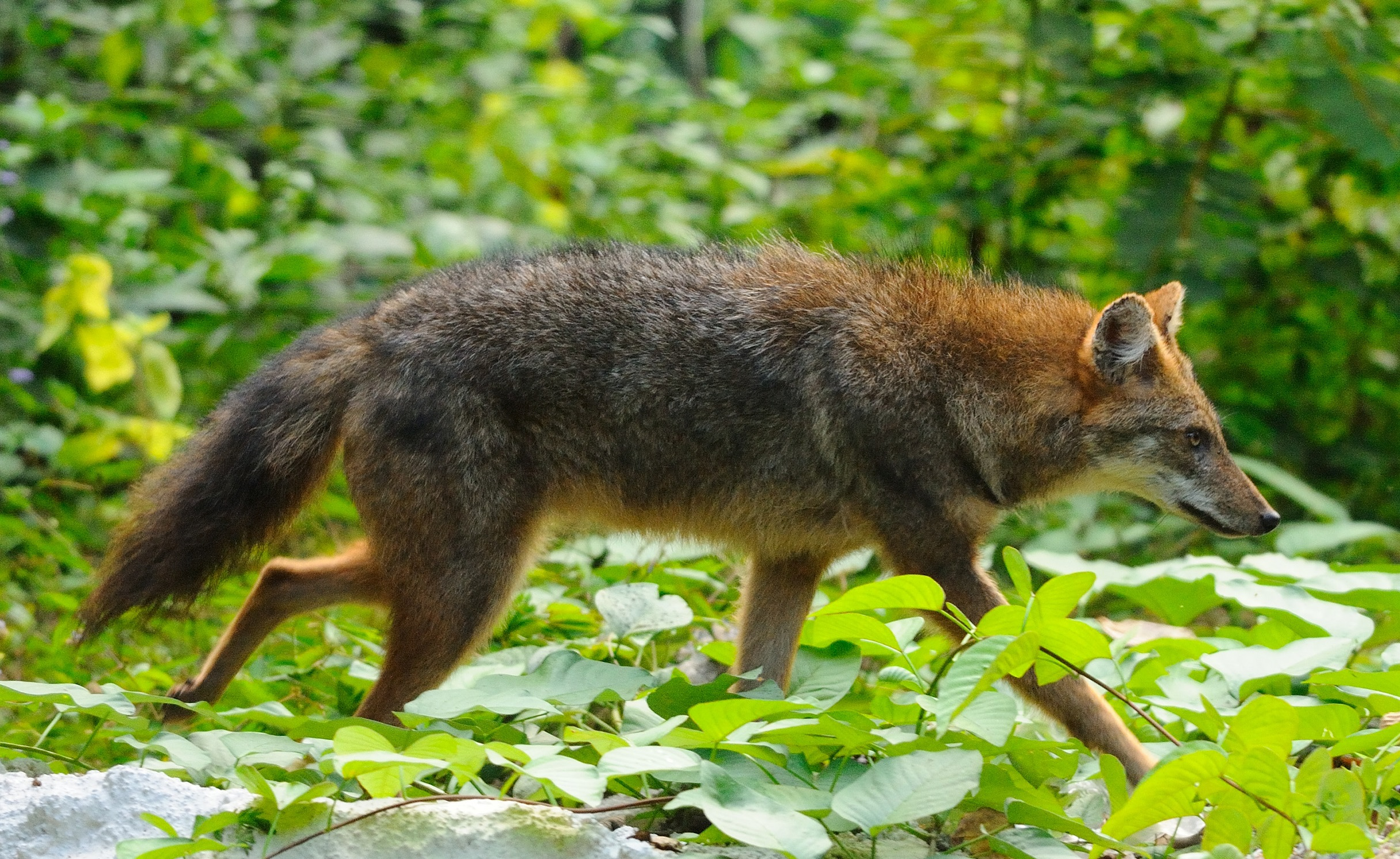
Sói rừng tại Công viên Quốc gia Kaeng Krachan

Về sinh thái của chó sói rừng, loài này thường sống ở các khu rừng sâu, vùng ven nương rẫy, gần các trạng trại hay khu dân cư trong rừng. Chúng sống đơn độc hay sống đôi, kiếm ăn vào ban đêm. Khác chó sói lửa, sói rừng khá bạo dạn, chúng có thể vào tận nơi ở trong rừng của con người khi họ đã đi ngủ để kiếm ăn. Thức ăn của chúng là thú nhỏ, chim, bò sát, ếch nhái. Ở Thái Lan, sói rừng thường theo hổ để ăn các mẩu thịt do hổ để lại. Chó sói rừng có thể đến gần nơi dân ở để bắt động vật nuôi, có nhân chứng cho biết chúng đã giết đàn lợn gần chục con của gia đình họ.
Chúng khôn ngoan, nhanh nhẹn, lại có khả năng đánh hơi và nhận biết mùi lạ rất tốt, nên con người rất khó thấy và tiếp cận loài chó sói rừng ở Việt Nam. Là loài rất khôn ngoan, nhanh nhẹn trong tự nhiên nên con người rất khó thấy và tiếp cận chúng. Chúng còn có khả năng đánh hơi, nhận biết những mùi lạ. Câu chuyện về loài chó sói rừng là một phần tất yếu của cuộc sống đấu tranh sinh tồn giữa các loài động vật hoang dã với cuộc sống của con người sống gần các khu rừng.

## Nghiên cứu

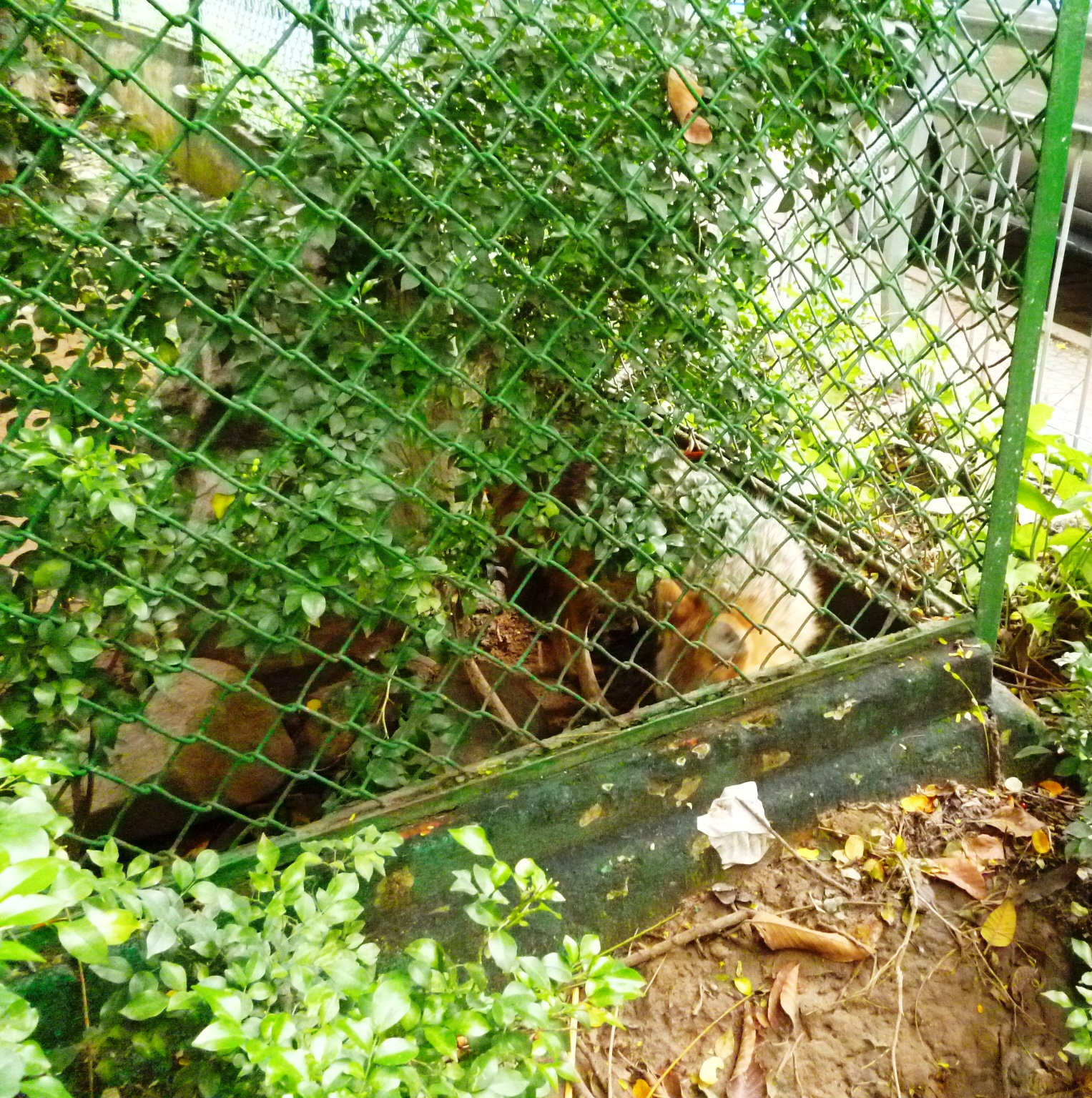
Sói rừng Việt Nam tại Thảo Cầm Viên Sài Gòn

Sói rừng là loài hiếm từ trước đến nay, là nguồn gen tự nhiên quý. Do nạn săn bắt, chặt phá rừng, sói rừng ngày càng trở nên hiếm. Về loài sói rừng ở Việt Nam, hiện nay chính thức có công trình nghiên cứu của Maria Jose Brinton vào đầu những năm 1990 với đề tài tiến sĩ chuyên ngành động vật học nghiên cứu về tập tính sinh học của loài cho sói rừng Canis aureus tại Việt Nam. Đây là công việc khó khăn vất vả và đòi hỏi nhiều công sức, lòng kiên trì, dũng cảm, nhất là đối với một cô gái người nước ngoài. Nhưng với tố chất của nhà nghiên cứu chuyên nghiệp, Maria đã hoàn tất đề tài của trong ba năm (1990-1993). Đến Việt Nam, Maria chọn Khu bảo tồn thiên nhiên Chư Yang Sin thuộc tỉnh Đắk Lắk nơi giới động vật học Việt Nam từng ghi nhận vùng phân bố của loài chó sói. Cô cùng các đồng nghiệp ở Việt Nam đã nhiều ngày, tháng phục kích trong rừng đặt thức ăn làm bẫy và cả camera trap (bẫy ảnh) nhưng chưa có cơ hội tiếp cận gần loài chó sói để chụp hình và ngắm nhìn việc săn mồi của loài động vật sách đỏ quý hiếm này trong thiên nhiên.
Cuộc hành trình tìm kiếm loài chó sói vàng chỉ là những dấu chân, một vài tấm hình mờ nhạt và những đọan phim đứt quãng về sự hiện diện của chúng. Tuy nhiên qua đo, đếm dấu chân và lượng thức ăn đặt bẫy mà lũ sói tiêu thụ, Maria và đồng nghiệp Việt Nam cũng có một số kết quả khả quan về sinh thái của chó sói rừng. Sau ba năm, khoảng thời gian nghiên cứu dài, cô gái châu Âu này bị mắc chứng bệnh sốt rét, hậu quả của nhiều đêm trong rừng săn tìm dấu vết, theo dõi tập tính của loài chó sói rừng. Trước khi về nước vài ngày, buổi sáng Maria dậy sớm đi chợ phiên của xã. Vừa bước vào khu chợ, cô không thấy một người đàn ông đang gánh hai con chó sói rừng đã chết ra chợ bán. Đây là lần đầu tiên sau ba năm tìm kiếm Maria mới có cơ hội được mắt nhìn, tay chạm vào con vật. Sau khi chụp hình vài kiểu, Maria nhờ các đồng nghiệp Việt Nam tìm hiểu nguyên nhân bắt, bẫy được loài chó sói rừng này. Người mang chó sói ra chợ bán cho biết anh bắt được khi chúng đã giết đàn lợn của ông này. Trước khi về nước, Maria đã nhắc các đồng nghiệp làm cách nào đó để người dân không ra tay tàn sát các loài động vật hoang dã, không chỉ với loài chó sói rừng. Sau này, nhóm nghiên cứu Việt Nam trong một lần khảo sát đã chụp được hình về loài chó sói, gửi cho Maria để minh chứng cho sự tồn tại của loài thú này ở Việt Nam cũng như vinh danh những đóng góp của cô về loài chó này.